# K-Fast Holding
 K-Fast Holding AB är ett svenskt fastighetsföretag, som bygger och förvaltar bostads- och samhällsfastigheter i Sverige och Danmark. Det grundades 2010 som Kommunfastigheter och är börsnoterat på Stockholmsbörsen sedan 2019.
K-Fast förvärvade 2021 prefabricerade betongelementföretaget Finja Prefab AB i Finja.